# 조안 윈필드

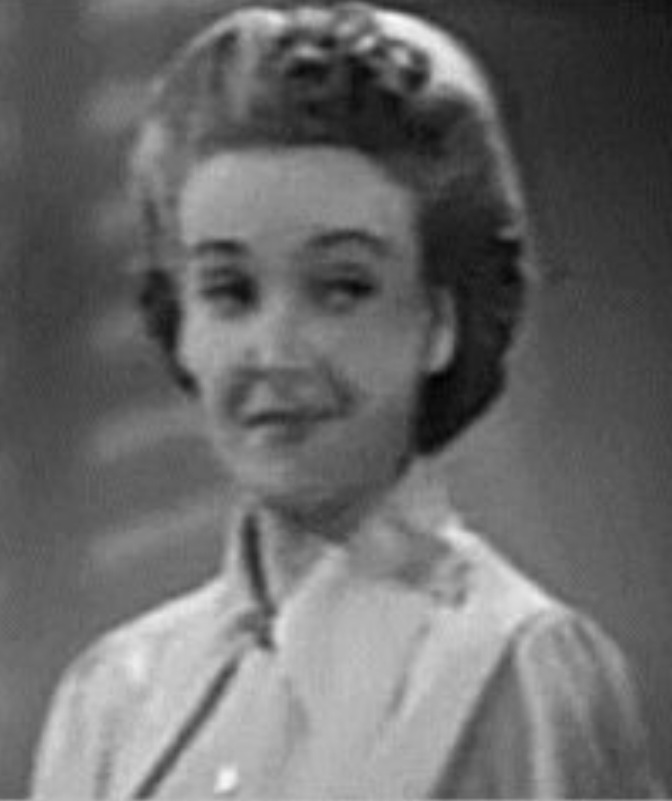

조안 윈필드(Joan Winfield, 1918년 9월 24일 ~ 1978년 6월 16일)는 오스트레일리아의 배우이다.
멜버른에서 태어났으며 밴나이즈에서 사망하였다.

## 영화
- 헬렌 모건 스토리 (1957년)
- 이집트 (1954년)
- 조니 벨린다 (1948년)
- 스톨렌 라이프 (1946년)
- 밀드레드 피어스 (1945년)
- 탱크 유어 럭키 스타스 (1943년)
- 성조기의 행진 (1942년)
- 맨파워 (1941년)